# Svend Marius Jørgensen
Svend Marius Jørgensen (født 24. december 1904 i Undløse, død 10. juni 1992 på Frederiksberg) var en dansk hockeyspiller, der deltog på det danske landshold ved OL 1948 i London. Svend Jørgensen spillede for Københavns Hockeyklub og opnåede i alt 9 landskampe i perioden 1930-1948.
Ved OL i 1948 blev Danmark nummer 13 og sidst efter tre nederlag og et uafgjort resultat i den indledende pulje; dermed var Danmark elimineret fra turneringen. Svend Jørgensen spillede tre kampe uden at score.